# ابراهیم منصفی
ابراهیم منصفی (۱۶ آذر ۱۳۲۴ – ۱ تیر ۱۳۷۶)، شاعر، موسیقی دان، نویسنده و هنرمند هرمزگانی بود. او در پنجاه و یک سالگی در بندرعباس با خودکشی به زندگی اش پایان داد. نخستین آلبوم ترانه‌هایش، ده سال پس از مرگش منتشر شده است.
در هرمزگان منصفی را با عنوان نیمای هرمزگان می‌شناسند. منصفی و چند تن از هم‌دوره‌های خود جزو اولین نفراتی بودند که به سرودن شعر نو نیمایی و آزاد در این منطقهٔ جنوبی روی آوردند. او که در شعرهای آزاد خود پیرو بلامنازع احمد شاملو است با تأثیرپذیری از اقلیم و جغرافیای بومی منطقه گاهی به شعر خود تمایزی قابل تشخیص داده است.
او سه بار ازدواج کرد که حاصل دو ازدواج او جدایی زودهنگام بود و در ازدواج سوم صاحب سه دختر و یک پسر به نام بنیامین شد که مرگ بنیامین کوچک در پنج سالگی او را دچار اندوه و مصیبت بی پایانی کرد. به نقل از دوست ۱۵ ساله‌اش: " منصفی قوی بود، اما هروئین قوی تر!"

## زندگی شخصی
ابراهیم منصفی در ۱۶ آذر سال ۱۳۲۴ در بندرعباس متولد شد. پدرش مینابی و مادرش اهل صحرای باغ لار بود که پس از تولد ابراهیم زندگی پایداری نداشتند. منصفی دربارهٔ تولد خود می‌گوید «زادهٔ عشق زنی بود به مردی که آوازش او را سحر کرده بود.» پس از جدایی آن دو از هم ابراهیم دوران کودکی و نوجوانی‌اش را با پدربزرگ و مادربزرگ پدری خود در معبد هندوهای بندرعباس، بت گورون گذراند.
او سه بار ازدواج کرد که حاصل دو ازدواج او جدایی زودهنگام بود و در ازدواج سوم صاحب سه دختر و یک پسر به نام بنیامین شد که مرگ بنیامین کوچک در پنج سالگی او را دچار اندوه و مصیبت بی‌پایانی کرد. او که در دوره‌ای از عمر خود به شغل معلمی مشغول بوده است به واسطهٔ فراز و فرودهایی که در مسیر زندگی‌اش قرار گرفت این شغل را از دست داد و دههٔ پایانی عمر خود را با مصائب و دشواری‌های فراوانی گذراند.
منصفی در شب یک‌شنبه اول تیرماه ۱۳۷۶ در سن ۵۱ سالگی در باغو (بندرعباس) با خودکشی از دنیا رفت و در همان‌جا به خاک سپرده شد.

ابراهیم منصفی در نمایی از فیلم کالنگ‌ها… به کارگردانی حسن بنی‌هاشمی

## حرفه
این شاعر دورهٔ تحصیل خود را در بندرعباس گذراند. هم‌زمان با تحصیل او در دبیرستان بود که نخستین جرقه‌های علاقه او به هنر و ادبیات شکل گرفت. در این دوره او که خواندن را پس از حضور در تعزیهخوانی‌های ماه محرم تجربه کرده بود، جذب گروه‌های تئاتر دانش‌آموزی شد. میل زیاد او به سرودن، او را به چاپ اولین مجموعه شعرش ترغیب کرد. مجموعه‌ای که او با کمک تعدادی از دوستانش با نام «مروارید ساحل» در شمارگان اندک به چاپ رساند. او بعدها از تعجیل در چاپ این مجموعه اظهار پشیمانی کرد.
در سال ۱۳۴۷ برای نخستین‌بار مجلاتی مانند خوشه و فرودسی شعرهای آزاد او را منتشر کردند.
حضور در سه فیلم کوتاه سینمای آزاد آن سال‌ها به کارگردانی حسن بنی‌هاشمی به عنوان بازیگر و دریافت جایزهٔ اول سینمای آزاد برای فیلم نهنگ که نویسندهٔ آن نیز خود منصفی بود به شهرت او افزود.
او همچنین در زمینه سرودن و موسیقی نیز فعالیت می‌کرد. منصفی با موسیقی ملت‌های مختلف آشنایی داشت و توانست ترانه‌های ماندگاری به گویشهای محلی بندرعباسی، بستکی و مینابی خلق کند. منصفی با سرودن ترانه‌های بومی و اجرای ساده چند آکورد گیتار، به مضامینی چون عشق، رنج و آزادی پرداخت و تأثیر قابل توجهی بر نسلهای پس از خود گذاشت. امروز هنرمندان بسیاری آثار او را بازخوانی می‌کنند.
با توجه به برخی کارهای قدیمی ابراهیم منصفی که ردی از آن‌ها روی نوار و صفحه باقی مانده، و با مقایسهٔ این آثار با ترانه‌های دورهٔ پختگی، می‌توان نتیجه گرفت که او هم مثل اکثر هنرمندان خارج از تهران، کار خود را با تکیه به موسیقی محلی آغاز کرد اما به جای استفاده از سازهای محلی از گیتار استفاده کرد و گویش محلی را در اشعارش نگه داشت. منصفی زندگی سراسر پرفراز و نشیب داشته و این در شعر او نیز تأثیر عمیقی به جای گذاشت. اون گویش‌های محلی در راستای بیان احساسات و فکرهای فردی به کار می‌برد و نه صرفاً معرفی سنت‌های محلی.

مقبره رامی در بهشت زهرای (باغو) بندرعباس

## آثار
از ابراهیم منصفی بیش از ۸۰ ترانه باقی مانده است که از دهه ۱۳۴۰ تا یک سال پیش از مرگ او، توسط دوستان و علاقمندانش و تعدادی پیش از انقلاب در رادیو و تلویزیون ملی ایران ضبط شده‌اند و بسیاری از آن‌ها از کیفیت خوبی برخوردار نیستند.
ترانه لبخند، یکی از مشهورترین آهنگ‌های ابراهیم منصفی است.
| خوشا فَصلی کِه دور از غم    |  | هَمَه کَه شُنَه وا شُنَه               |
| دَست وا دَست، سایَه وا سایَه  |  | شارَفتَه خُنَه وا خُنَه               |
| بُدُو پیشُم بُدُو پیشُم         |  | بُدُو اِی نوشُم و نیشُم              |
| بُدُو اِی آخرین عشقُم         |  | دوادار دل ریشُم                  |
| خَزُن زَرد ایسالُن نُوبَتی تَمُنِن |  | بهار از راه اَرسیدِن زندِگی چه جُنِن |
| بیاین وا هَم بَشیم یاور     |  | هَمَه هَمراه و هَم باور             |
| دِلُن راه شُبَشِه وا هَم        |  | جُدا نَبُوتْ دِل از دِلبَر             |
| خَزُنِ زَرد ایسالُن نُوبَتی تَمُنِن |  | بَهار از راه اَرسیدِن زندِگی چِه جُنِن |

### ترانه‌شناسی
- آلبوم موسیقی زندگی منتشر شده در سوئد، (ترانه‌ها)
- آلبوم رنج ، منتشر شده در سوئد، (ترانه‌ها)
- آلبوم ترانه‌های رامی، نشر ماه‌ریز، تهران، ۱۳۸۵

آلبوم ترانه‌های رامی ۱۰ سال پس از مرگ رامی توسط نشر ماه‌ریز منتشر شد. خواننده، آهنگساز و ترانه‌سرا خود رامی است و در کنار او حسام‌الدین نقوی، مسعود پاکدامن و علی علوی گیتار نواخته‌اند.

ابراهیم منصفی در نمایی از فیلم برکهٔ خشک به کارگردانی حسن بنی‌هاشمی

| شماره      | نام                         | مدت   |
| ---------- | --------------------------- | ----- |
| ۱.         | «تنهایی»                    | ۰۴:۳۹ |
| ۲.         | «یاد»                       | ۰۵:۰۶ |
| ۳.         | «دستِ خالی»                  | ۰۵:۴۶ |
| ۴.         | «دیر ابوت (دیر می‌شود)»      | ۰۵:۱۳ |
| ۵.         | «مرد چی چکا (مرد افسانه‌ای)» | ۰۶:۰۰ |
| ۶.         | «بلبل»                      | ۰۳:۱۸ |
| ۷.         | «دِگَم ناوا (دیگر نمی‌خواهم)»  | ۰۱:۵۴ |
| ۸.         | «دِگَم تنهام»                 | ۰۳:۰۴ |
| ۹.         | «بدو بدو»                   | ۰۴:۰۷ |
| ۱۰.        | «دست سرنوشت»                | ۰۵:۲۲ |
| ۱۱.        | «نهنگ»                      | ۰۲:۱۴ |
| ۱۲.        | «بی‌کسی»                     | ۰۵:۱۷ |
| ۱۳.        | «یار نتا (یار نمی‌آد)»       | ۰۳:۳۴ |
| ۱۴.        | «روزونِ رفته»                | ۰۵:۲۱ |
| ۱۵.        | «دِلُم تنگن»                  | ۰۴:۱۷ |
| ۱۶.        | «برکهٔ خشک»                  | ۰۴:۳۸ |
| مجموع مدت: | مجموع مدت:                  | ۷۰:۲۸ |

### آثار مکتوب
- کتاب مروارید ساحل یا گل‌های اندوه، (مجموعه اشعار). چاپخانه گامبرون، بندرعباس، ۱۳۴۳
- رنج‌ترانه‌ها، (مجموعه اشعار)، گردآورنده: حسن کرمی، نشر ۷ رنگ. تهران، ۱۳۷۸
- گفته‌های ناگفته، (مجموعه اشعار)، گردآورنده: حسن کرمی، نشر ۷ رنگ. تهران، ۱۳۸۲
- ترانه‌های رامی، گردآورنده: حسام‌الدین نقوی، نشر ماه‌ریز، تهران، ۱۳۸۴
- زخم هزار ترانه (شناخت‌نامهٔ ابراهیم منصفی)، گردآورنده: حسام‌الدین نقوی، نشر ماه‌ریز، تهران، ۱۳۸۹

### بازخوانی‌ها
افراد زیادی در سال‌های اخیر به بازخوانی آثار منصفی روی آوردند. از جمله این افراد می‌توان به سهیل نفیسی اشاره کرد که نقطه عطف زندگی خود را آشنایی‌اش با این شاعر می‌داند و کنسرت‌هایی را در گرامی‌داشت او برگزار کرده. از جمله افراد دیگر می‌توان به رضا صادقی، ماکان اشگواری، داماهی، مهدی ساکی از گروه کماکان و محسن نامجو را نام برد.

### فیلم‌ها
- فیلم برکه خشک، با بازیگری ابراهیم منصفی، به کارگردانی حسن بنی‌هاشمی، ۱۳۵۱[۱۴]
- مستند چی‌چکا؛ قصه شب، دربارهٔ زندگی او به کارگردانی رها فریدی، ۱۳۹۶[۱۵]
- مستند واکَس چه، دربارهٔ زندگی او به کارگردانی کامران حیدری، ۱۳۹۸[۱۶]